# Mankans
Mankans (finska: Mankkaa) är en stadsdel i Esbo stad i Finland och hör administrativt till Stor-Hagalund storområde. 
Namnet kommer av namnet på en person som bott i Mankans på 1540-talet, Nils Mancke. Namnformen har varit bland annat Manckeby (1540), Manckaby (1541) och Mankans (1585).
Genom Mankans går Mankansvägen, vars trafik minskat avsevärt sedan Ring II öppnades. Den var i tiderna en av ett fåtal vägar som förenade södra Esbo med Kungsvägen. Byggnadsbeståndet i stadsdelen domineras av småhus och radhus. Esbos första Lidl öppnades i Mankans. 
Delområden i Mankans är Blåbacka, Dåvits (fi. Taavila), Gamla Mankans, Gerk, Klovis och Lukubäcken.
Lukubäcken, som gett namn åt delområdet, är ett vattendrag som dränerar Lillträsket i grannbyn Hemtans och förenas med Mankansbäcken till Gräsaån.